# Cruzília (ort)
Cruzília är en ort i Brasilien.   Den ligger i kommunen Cruzília och delstaten Minas Gerais, i den sydöstra delen av landet, 700 km söder om huvudstaden Brasília. Cruzília ligger 1 086 meter över havet och antalet invånare är 12 816.
Terrängen runt Cruzília är huvudsakligen platt, men söderut är den kuperad. Närmaste större samhälle är Baependi, 15,8 km sydväst om Cruzília.
Omgivningarna runt Cruzília är huvudsakligen savann. Runt Cruzília är det glesbefolkat, med 10 invånare per kvadratkilometer.